# Gzikowate
Gzikowate, gziki (Gasterophilinae) – podrodzina owadów z rzędu muchówek, czasami wyodrębniana jako rodzina Gasterophilidae.
Larwy pasożytują w przewodzie pokarmowym koni. Występują w około 30 gatunkach. Powodują poważne schorzenia, kończące się czasem śmiercią zwierzęcia.